# École royale militaire (Belgique)
Pour les articles homonymes, voir École royale militaire.
L’École royale militaire (ERM  et en néerlandais KMS Koninklijke Militaire School, en allemand KMA Königliche Militärakademie et en anglais RMA Royal Military Academy) est une institution militaire d’enseignement supérieur qui forme, non seulement, l’ensemble des officiers de l’armée belge (composantes terre, air, marine et médicale) mais également de nombreux officiers issus d'un pays membre de l'Union européenne et même d'Afrique.
Elle fut fondée le 7 février 1834, quelques années après l’indépendance de la Belgique, sur le modèle de l’École polytechnique française par le général français (naturalisé belge) et ministre de la Guerre Louis Évain.
De 24 élèves inscrits en 1834, la capacité annuelle maximale d'accueil n'a cessé d'augmenter. Depuis la fin des rénovations du campus principal, en 2010, celle-ci est passée à 850 élèves pour l'ensemble du cursus de ses deux facultés. Ces cursus sont conformes au processus de Bologne et les diplômes délivrés ont le label EUR-ACE.
Seule université belge sous la tutelle de l'État fédéral, l'enseignement, qui est entièrement gratuit, y est prodigué en français, néerlandais et anglais. C'est aussi la seule université belge organisée sur le modèle de l’internat.

## Première école militaire de Bruxelles
Le 7 mars 1675, le gouverneur général des Pays-Bas espagnols Carlos de Gurrea fonde l’Académie militaire de mathématique et de fortification de Bruxelles. Les cours ont lieu sur deux semestres pendant deux ans et donnés en espagnol, qui est la langue de l'administration des troupes. Son premier directeur est Sebastián Fernández de Medrano. Après la signature des traités d'Utrecht en 1713, marquant la fin de la guerre de Succession d'Espagne et le passage des Pays-Bas méridionaux sous la tutelle de la Maison de Habsbourg d'Autriche, après avoir été sous celle de la Maison de Habsbourg d'Espagne, l'école prend le nom d'Académie militaire du génie avec le français comme langue d'apprentissage.
Elle ferme ses portes en 1783 alors qu'elle n'est plus qu'une académie d'équitation sans aucun caractère militaire,.

## Histoire
C'est sous l’impulsion du roi Léopold Ier, se rendant compte, après la campagne des Dix-Jours et le siège de la citadelle d'Anvers, que son jeune État a grandement besoin d'officiers professionnels et bien formés que l'on songe à créer une école militaire.
Le premier site choisi est Liège car voisin du centre métallurgique de Seraing développé depuis 1817 par John Cockerill. Finalement, Bruxelles est choisie et l'école militaire est créée, par arrêté royal du 7 février 1834.

### Site du Coudenberg

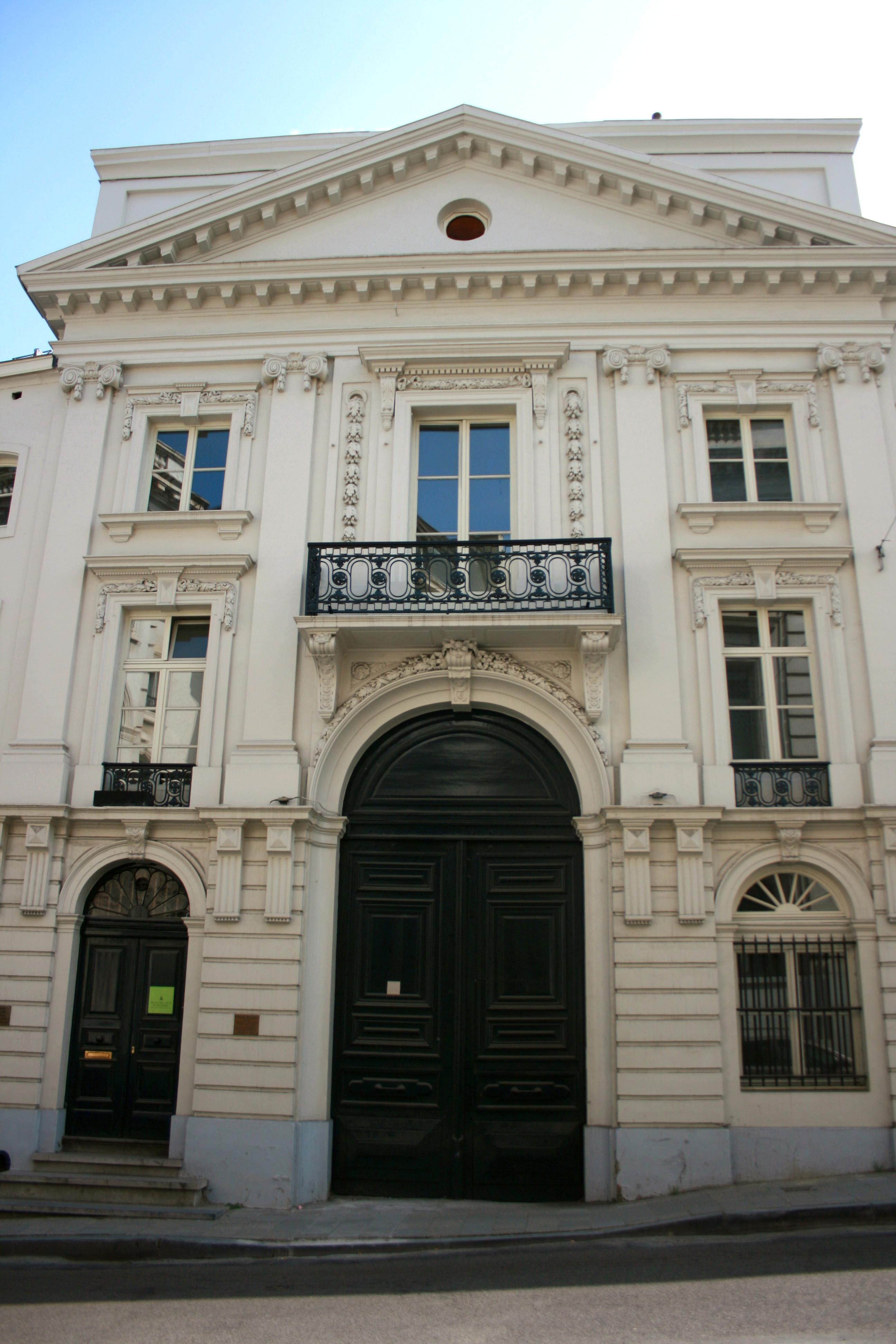
Entrée de l'ancienne abbaye du Coudenberg.

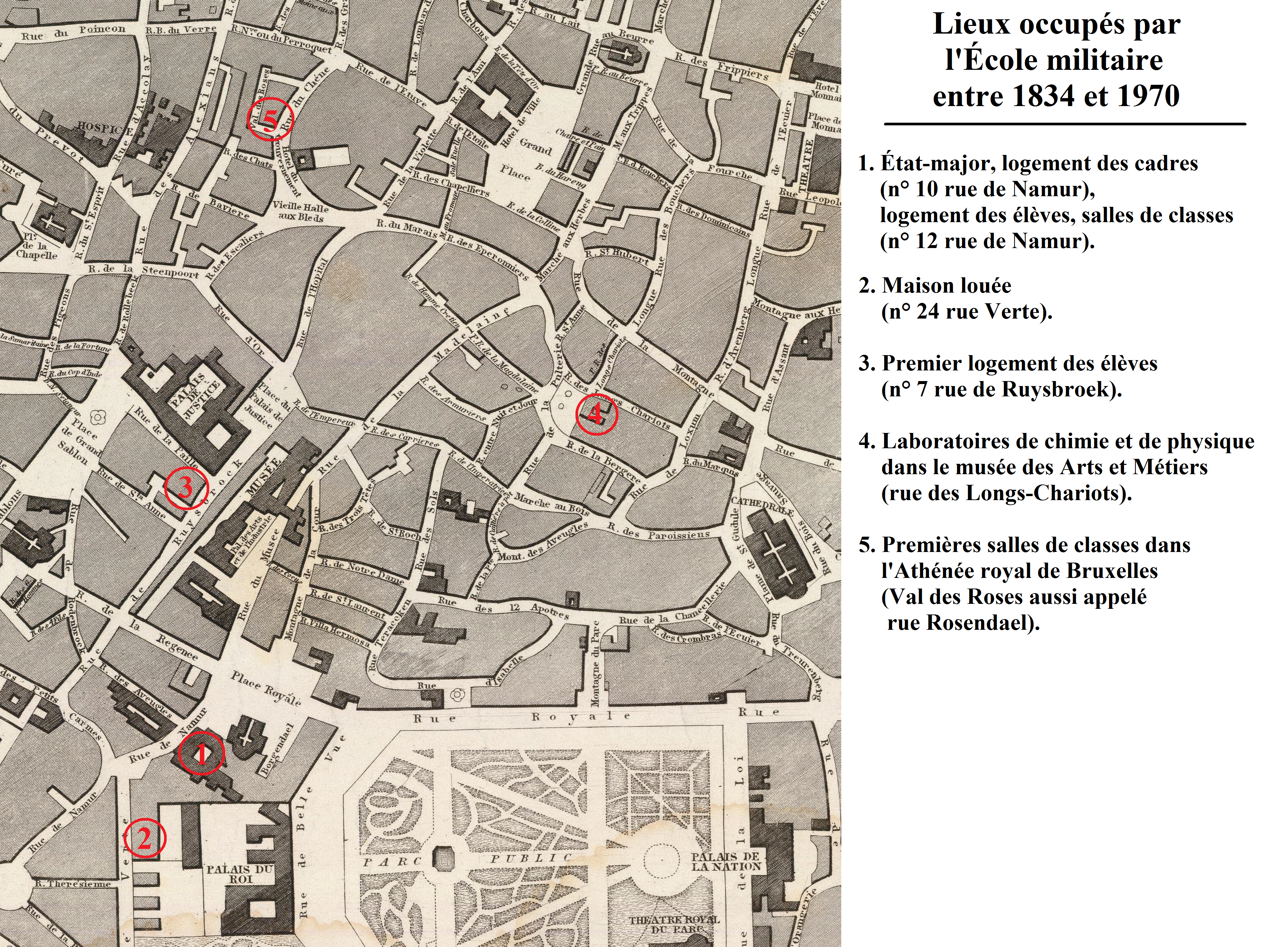
Les différents lieux occupés par l’École militaire entre 1834 et 1870.

L'état-major de l'école s'installe dans l'ancienne abbaye du Coudenberg. Son premier commandement est confié au lieutenant-colonel de nationalité française, Jean Chapelié, diplômé de l'École polytechnique et sous chef de l'état-major de l'armée belge depuis le 22 octobre 1832.
Les conditions pour être admis sont : être né ou naturalisé belge, avoir entre 16 et 21 ans, posséder une connaissance approfondie du français et réussir un examen d'entrée basé sur l'arithmétique, l'algèbre (jusqu'aux équations du second degré), la théorie des logarithmes, la géométrie, la trigonométrie rectiligne. Le premier concours d'admission, en 1834, permet à 24 jeunes gens de suivre les cours d'une durée d'un an. Le premier de ses cours est donné le 1er juillet 1834.
La Régence de la ville de Bruxelles met à la disposition plusieurs salles de l'ancien Collège Thérésien devenu Athénée royal de Bruxelles avec une entrée particulière rue Rosendael. Les cours de chimie et de physique sont dispensés au musée des Arts et Métiers de la rue des Longs-Chariots aujourd'hui tous deux disparus. En 1836, l'école achète une maison au no 7 de la rue de Ruysbroek pour loger les élèves tandis que le corps enseignant peut être, lui, logé dans l'ancienne abbaye. Cette même année, les aspirants de marine sont aussi admis à suivre les cours de l'académie et le cursus passe à deux ans.
Le 1er mai 1841, l'école, jusqu'alors exclusivement destinée aux Armes spéciales (artillerie et génie ou AG), s'ouvre aussi aux Armes ordinaires (infanterie et cavalerie ou IC).
En 1863 succède, comme commandant de l'école, Guillaume-Adolphe Nerenburger, aussi d'origine française mais qui se mit au service de la Belgique dès la révolution belge de 1830. Ce dernier meurt, en 1869, d'un accident vasculaire cérébral alors qu'il est en plein travail dans son bureau. Il est remplacé par Jean-Baptiste Liagre, le premier commandant de l'école né avec la nationalité belge.
Le 24 juin 1870, l'école, toujours de plus en plus à l'étroit, loue une maison au no 24 de la rue Verte (actuellement rue Brederode) alors que le 15 juillet de la même année, l'école ferme ses portes jusqu'au 1er octobre à cause de la guerre franco-allemande qui nécessite une mobilisation de l'armée.
Les futurs officiers formés dans l'ancienne abbaye du Coudenberg, au nombre de 80 entre 1834 et 1870, y suivent une instruction de quatre ans avec, à la clé, une promotion soit dans l'artillerie ou le génie, soit dans l'infanterie ou la cavalerie ou, après un stage approfondi, dans un état-major.

### Site de la Cambre

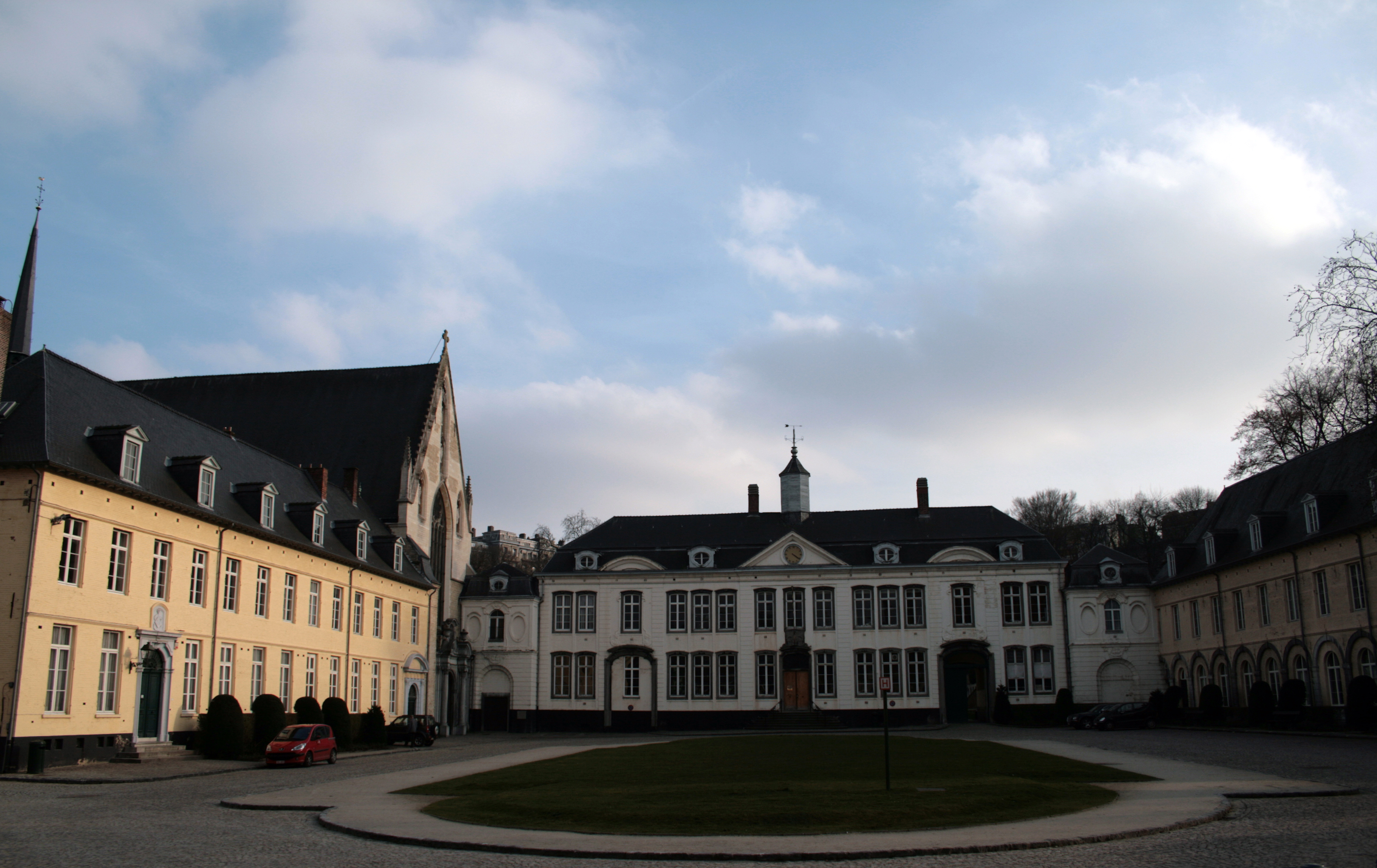
L'ancienne abbaye de la Cambre avec, à gauche, l'église qui servit de gymnase.

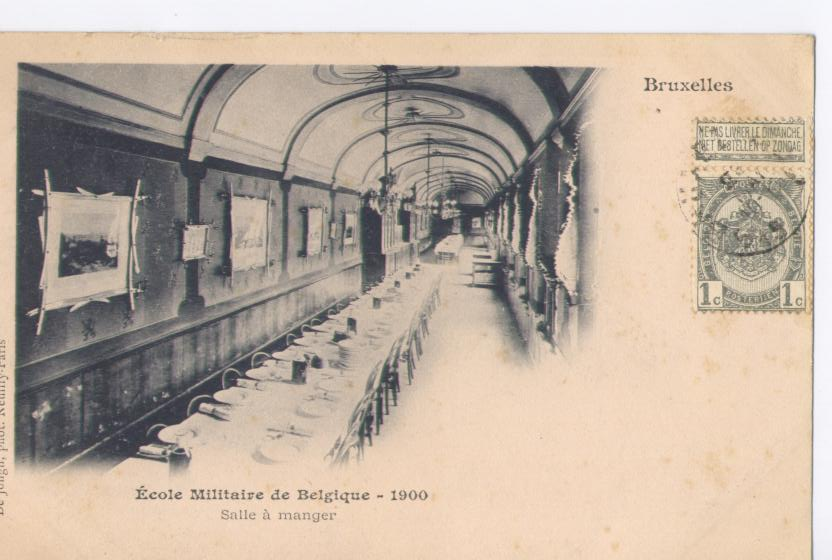
La salle à manger de l’École militaire dans le cloître de l'ancienne abbaye de la Cambre en 1900.

Par rationalisation, tous les départements de l'école déménagent, sur un site unique : l'ancienne abbaye de la Cambre. Les aménagements débutent en 1870 et l'inauguration a lieu le 26 juin 1872.
Le vaisseau de l'église est transformé en gymnase et la chapelle latérale (salle du chapitre) en salle de jeu. Seul le chœur reste affecté au culte. Le cloître devient le réfectoire et sa galerie un préau, le bâtiment à gauche de l'entrée primitive est transformé en écuries, l'ancienne cuisine en boulangerie tandis que les actuels jardins étagés deviennent la plaine d'exercice,. D'autres aménagements, aujourd'hui disparus par l'établissement de l'avenue Émile Duray, sont aménagés tels les quartiers avec jardin privatif du commandant de l'école (contigu aux écuries), le four à pain (contigu à la boulangerie) ou les cachots (la petite villa) contigus au four à pain. D'autres ont été remplacés tel le manège extérieur supplanté par l’extrémité sud du square de la Croix-rouge.
Sous l’impulsion du roi Léopold II, une École de guerre indépendante, créée par arrêté royal du 12 novembre 1869, destinée à l'instruction spécifique des futurs officiers d'état-major (AEM) est adjointe administrativement et géographiquement à l'école militaire en 1871. Celle-ci est calquée sur le modèle de l'académie de guerre de Prusse qui démontra sa supériorité en matière de stratégie militaire tout au long de la guerre austro-prussienne. En 1886 est mis sur pied un cadre spécial appelé Le corps des verts et destiné à l'élite des AEM.
Lors du déménagement vers le site de l'ancienne abbaye, l'instruction à l’École militaire est portée à une durée de trois ans avec trois années supplémentaires pour les candidats recevables à l’École de guerre.
Pendant l'occupation du site de l'abbaye par l’École militaire, un autre département militaire vient s'y installer en 1874 : le Dépôt de la guerre et topographie, rebaptisé Institut géographique national depuis 1976. Cet organisme parastatal sous la tutelle du ministère de la Défense occupe toujours les bâtiments de l'enclos monastique de l'ancienne abbaye.

### Site de la Renaissance

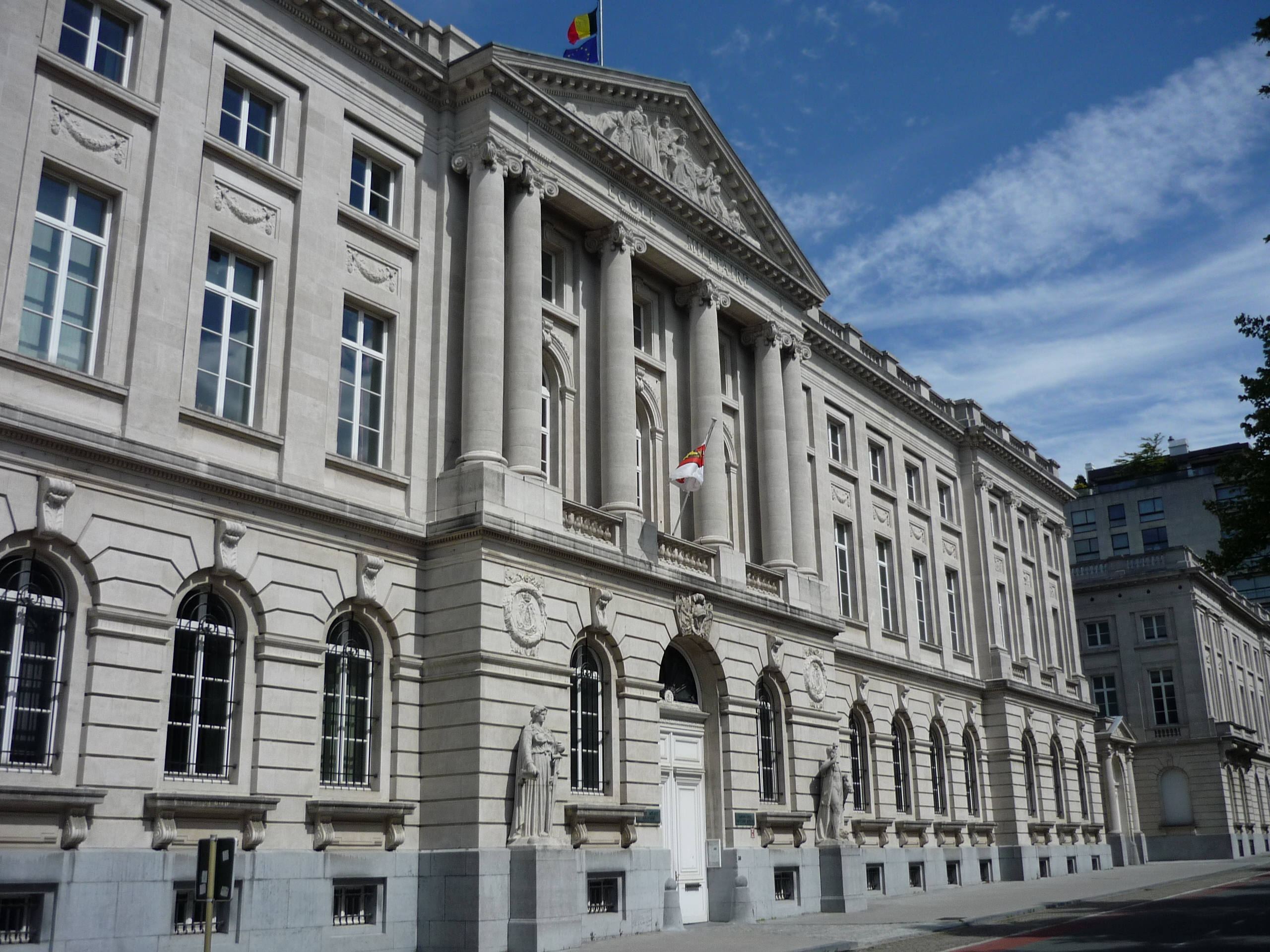
Façade style néoclassique de l'École royale militaire, le long du parc du Cinquantenaire.

En 1909, l'école déménage à nouveau pour s'implanter le long de l'avenue de la Renaissance où elle est toujours installée un siècle plus tard. Œuvres des architectes Henri Maquet et Henri Van Dievoet les bâtiments, de style néoclassique et inspirés de ceux de l'École militaire de Paris, sont équipés d'un chauffage central, de laboratoires, d'installations sportives — en ce y compris une piscine — et d'agencements pour la cavalerie.
Jusqu'en 1913, le néerlandais est très accessoire au sein de l'établissement. Une loi du 31 juillet 1913 le rend obligatoire dans les pratiques de l'administration de l'école. En 1935, les cours, y compris ceux de gymnastiques, sont dédoublés français/néerlandais mais ce n'est qu'en 1940, à la veille de la Seconde Guerre mondiale, que des cours de langue sont organisés pour les élèves non néerlandophones. Ceux-ci consistent en 42 leçons.
Bien que l'école ferme ses portes le 1er août 1914 à la suite de la mobilisation générale et de l'incorporation des candidats officiers et du cadre enseignant dans leurs unités combattantes respectives en prévision d'une possible invasion de la Belgique par l'armée impériale allemande, des cours raccourcis d'état-major continuent à être dispensés jusqu'à la fin des hostilités au Centre d'Instruction d’État-major (CIEM) de Furnes. Entre 1870 et 1914, 647 officiers reçoivent le brevet AEM et 78 d'entre eux acquièrent également le brevet du Corps des verts.
Pendant l'entre-deux-guerres, de nombreux bouleversements interviennent quant à la durée des différents cycles d'enseignement avec, entre autres, l'apparition de cours de néerlandais ou, à partir de 1936, d'un cours accéléré de tactique de trois mois pour commandants de grandes unités dispensé au Centre pour hautes études militaires. En 1924, le brevet AEM est remplacé par celui de BEM et les lauréats restent intégrés à leur corps d'armée d'origine.
Le 4 juillet 1927, le roi Albert Ier remet, en main propre le fanion ainsi que la croix de chevalier de l'ordre de Léopold à l'école par l'intermédiaire de son commandant le lieutenant-général Félix Neefs. C'est en 1935 que l'école adopte sa devise, reçoit son écusson et son appellation d’École royale militaire en même temps que l'instruction donnée aux futurs BEM prend l'appellation de Cours supérieur de la guerre et en 1937 qu'apparait, pour la première fois, la cérémonie de la remise de l’épée du roi.
Entre 1919 et la mobilisation générale du 3 septembre 1939, un total de 463 brevets AEM/BEM sont décernés et 60 officiers étrangers sont formés. Consécutivement à cette mobilisation générale, les cours sont suspendus puis l'école est dissoute en mai 1940 lors de l'invasion du pays par la 6e armée allemande.
Si l'école rouvre ses portes le 7 janvier 1946, ce n'est qu'à partir du 2 novembre que l'enseignement reprend ses droits au sein de l'établissement. Les leçons de la Seconde Guerre mondiale modifient radicalement les matières enseignées et de nombreux laboratoires de recherche sont mis sur pied :
- 1946, laboratoire de métrologie balistique ;
- 1947, laboratoire de télécommunications et laboratoire de physique nucléaire ;
- 1951, laboratoire de chimie nucléaire ;
- 1960, laboratoire de photogrammétrie ;
- 1961, laboratoire de physique des plasmas ;
- 1964, acquisition du premier ordinateur, un IBM 1620.

En 1962, tous les laboratoires s'occupant de nucléaire sont regroupés dans le Centre des sciences nucléaires.
La durée du cursus est encore modifiée à plusieurs reprises, en fonction des évènements militaires internationaux, jusqu'à l'avènement, en 1999, du processus de Bologne. Entre 1950 et 1955, il est réduit de trois à deux ans afin d'accélérer la formation des officiers et de faire face à l'engagement dans la guerre de Corée. Entre 1956 et 1961, l'instruction est de nouveau donnée sur trois ans avant d'être portée à quatre ans entre 1962 et 1999. Depuis lors, en conformité avec la structure donnée aux études supérieures par le processus de Bologne, la durée totale du cursus est de cinq ans.
Entre 1947 et 1976, 727 brevets BEM sont conférés et, environ, 120 officiers étrangers suivent les cours.
C'est en 1978 que sont admises, pour la première fois, des élèves féminines,. Cette même année, l’École de Guerre devient un institut chargé d’assurer une formation continuée à différents moments de la carrière d'un officier et prend le nom d’Institut royal supérieur de défense (IRSD) qui déménage en 1991, à cause de la surpopulation des élèves, vers l'ancienne École des Cadets (Quartier Sainte-Anne) à Laeken avant de revenir à l'ERM en 2006, puis de recevoir la nouvelle dénomination de Collège de défense. Parallèlement, l'actuel IRSD ne s'occupe plus de la formation continuée mais est orienté vers la politique de défense et de sécurité nationale ainsi que vers la recherche scientifique et technologique.
À l'occasion du 150e anniversaire de sa création en 1984, un timbre postal, d'une valeur faciale de 22 BEF, est édité par la régie des postes et, pour le 176e anniversaire en 2010, un costume de gala est offert par l'ERM au Manneken-Pis.
À la suite de l'apparition d'une vague belge d'OVNI sur le territoire national entre 1989 et 1990, les spécialistes de l’École royale militaire se penchent sur le cas de la photographie de Petit-Rechain et, à l'instar des autres experts mondiaux, ne découvrent pas la supercherie qui est révélée en 2011 par son auteur.
Entre 1994 et 2010, le campus est totalement rénové pour accueillir, sans surpopulation, 850 élèves au lieu des 450 initialement prévus lors de sa construction en 1905.
Entre sa création en 1869 et la promotion 2012, l’École de guerre (devenue, entretemps l’Institut royal supérieur de défense puis le Collège de défense) a conféré 684 brevets AEM/BEM à des officiers belges et 179 brevets supérieurs d’état-major à des officiers internationaux.

## Campus

### Renaissance

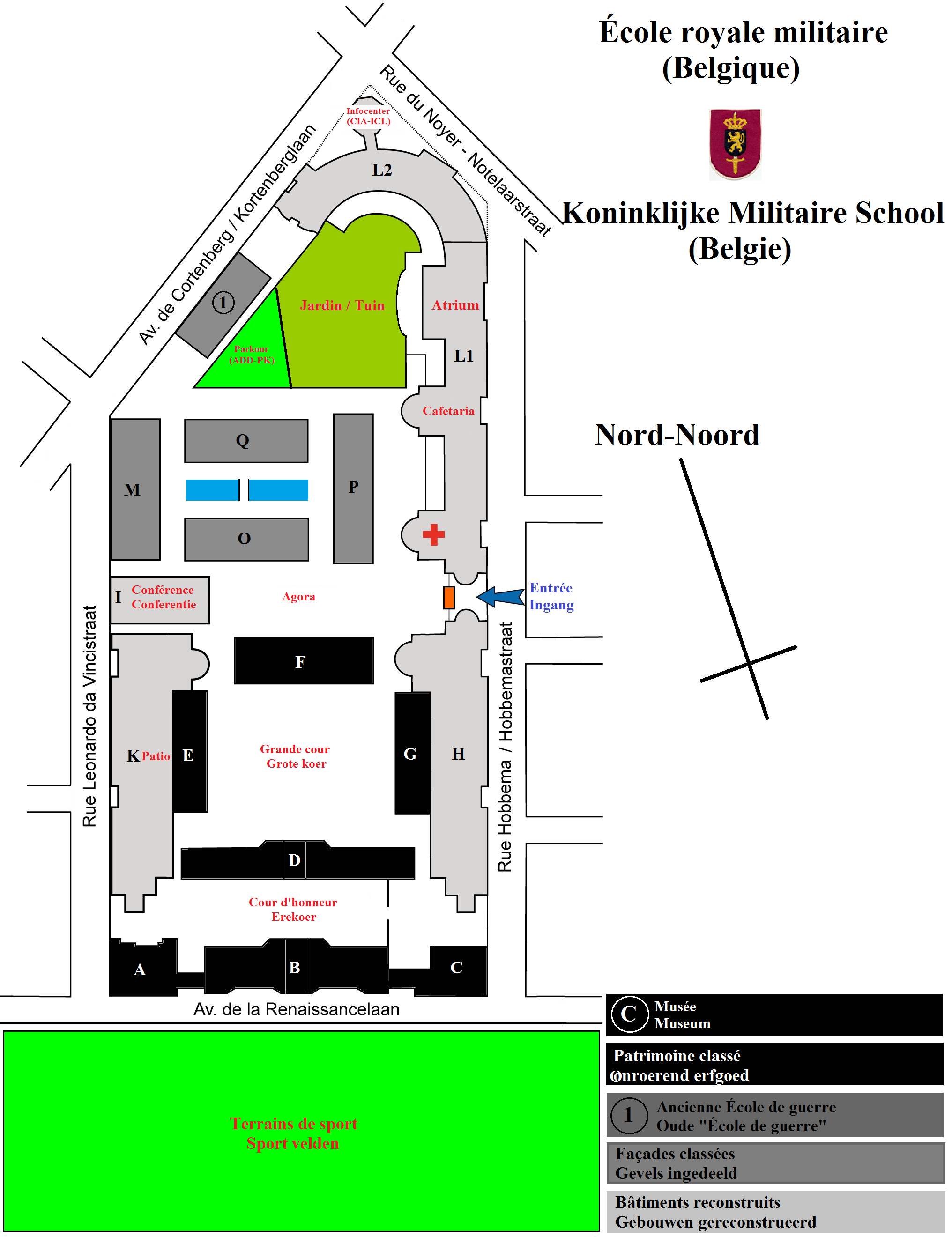
Plan du campus de la Renaissance.

Situé à Bruxelles au nord du parc du Cinquantenaire, l'ensemble occupe une surface de 4,9 ha. C'est le campus principal de l'ERM.
Les bâtiments les plus anciens (en noir et en gris moyen dans l'image ci-contre, à droite), opérationnels depuis 1909, de style néoclassique sont l'œuvre des architectes Henri Maquet et Henri Van Dievoet. Le campus a été totalement rénové entre 1994 et 2010 par la SA Bureau Tractebel Development et par l'association provisoire d'architectes AR-TE. L’entièreté de l'aile est (rue Hobbema) et une grande partie de l'aile ouest (rue Léonard de Vinci) ont été, à cette occasion, complètement reconstruites en style postmoderne (en gris perle dans l'image ci-contre, à droite).
Outre la cour de l'école militaire (actuellement appelée grande cour), le campus comporte plusieurs façades de bâtiments (en gris moyen dans l'image ci-contre, à droite) et cinq bâtiments complets (en noir dans l'image ci-contre, à droite) classés, depuis le 23 mars 1994, au patrimoine immobilier de la Région de Bruxelles-Capitale,.
Le Centre des sciences nucléaires inclut, entre autres, un laboratoire étudiant la physique des plasmas qui collabore avec le JET et participe, depuis 2008, au projet ITER.
En 2006, un Infocenter, chargé de renseigner les candidats à une carrière militaire est ouvert dans une des nouvelles ailes reconstruites.
Depuis le 23 septembre 2011, le campus possède un musée, ouvert à tous une fois par mois et d'accès gratuit, rassemblant environ 800 pièces illustrant l'histoire de l'école depuis ses débuts et placé sous la direction du conservateur, le professeur Marc Beyaert.
Le grand auditorium de 300 places est baptisé, depuis le 24 mars 2013, du nom d'un de ses anciens élèves, Frank De Winne.

#### Accès
L'accès ordinaire se fait par la rue Hobbema. Les autres accès, avenue de la Renaissance, rue Leonardo da Vinci et avenue de Cortenbergh, ne sont ouverts que lors de certains évènements, ce dernier donnant aussi accès, en temps ordinaire, à l’Infocenter.

### Elsenborn
Le camp Elsenborn est utilisé en été pour la phase d'initiation militaire (PIM) des élèves admis en première année ainsi qu'en hiver pour la formation purement militaire des deux facultés et de la Division spéciale.

### Reine-Astrid
L’hôpital militaire Reine Astrid de Neder-Over-Heembeek sert de lieu de stage au Corps d'appui médical de la faculté des Sciences sociales et militaires (SSMW).

### Argonaute
Le campus Argonaute est situé dans l'École supérieure de navigation d'Anvers. Il est utilisé pour les stages pratiques des élèves des facultés Polytechnique et Sciences sociales et militaires qui se destinent à la composante marine.

## Études et organisation
L'admission est soumise à quelques particularités :
- subir un contrôle médical ;
- passer un test psychotechnique ;
- réussir trois épreuves sportives basées sur l'endurance à l'effort physique ;
- réussir un examen de connaissance approfondie d'une des trois langues nationales et de connaissance élémentaire d'une des deux autres langues nationales ;
- réussir un examen dans les domaines fondamentaux des mathématiques et en trigonométrie.

Les candidats n'ayant pas réussi les évaluations écrites ou n'ayant pas de certificat d'aptitude à suivre l'enseignement universitaire peuvent suivre une année de formation préparatoire à la division préparatoire de l'ERM (DPERM) de l'École royale des sous-officiers.

### Études
C'est le seul établissement de niveau universitaire du pays ne dépendant pas du pouvoir d'une des communautés, mais du ministère fédéral de la Défense.
Les études sont entièrement financées par l'État, ce qui permet à de jeunes citoyens, belges ou membres d'un des États de l'Union européenne ou de la Confédération suisse et doués pour les études, d'accéder à différents diplômes de haut niveau quelle que soit leur origine sociale. Beaucoup de diplômés ont ainsi fait de belles carrières civiles en Belgique ou à l'étranger après avoir presté au minimum, comme officiers, les quelque sept années de carrière militaire qui sont obligatoirement liées à l'obtention du diplôme.
Hormis pour la formation continuée, tous les cursus sont conformes au processus de Bologne, et depuis le 17 juin 2009, les diplômes délivrés ont le label EUR-ACE.

#### Master
Trois ans pour le baccalauréat, suivis de deux ans pour le master. La formation est structurée autour de 80 % de cours académiques, 15 % de formation militaire et 5 % de formation physique. Durant les trois premières années, les élèves sont des « élèves officiers » puis, ayant reçu le grade de sous-lieutenant, deviennent des « officiers élèves ».

#### Doctorat et master complémentaire
Les officiers ayant réussi leur master peuvent suivre soit un master complémentaire d'un an récompensé par un diplôme de « master ès arts en sciences politiques et militaires » ou de « master ès arts en administration publique et militaires », soit un doctorat de trois ans en « sciences appliquées » ou en « sciences sociales et militaires ».

#### Formation continuée
Elle est réservée aux officiers déjà en activité professionnelle. La formation de base d’état-major (FBEM) est obligatoire pour les officiers de nationalité belge tandis que la formation candidat officier supérieur (FCOS) est réservée aux deux plus hauts grades dans le statut des officiers subalternes de chaque composante de l'armée.
La formation d'officier supérieur est accessible aux officiers étrangers après autorisation du ministre de la Défense et du chef de la défense.

### Organisation

#### Facultés
Les deux filières d'études sont :
- la faculté Polytechnique ou POL et surnommée x[note 6]. Elle est la descendante de la section AG pour Artillerie-Génie :
  - baccalauréat et master d'ingénieur civil polytechnicien avec spécialisation en télécommunication, en balistique, en construction ou en mécanique,
  - doctorat en science appliquée ;
- la faculté des Sciences sociales et militaires ou SSMW pour Sciences sociales et militaires - Sociale en Militaire Wetenschappen qui est l'ancienne section TAW pour Toutes armes - Alle wapens. Elle est aussi la descendante de la section IC pour Infanterie-Cavalerie :
  - baccalauréat et master en :
    - sciences sociales et militaires,
    - gestion des soins (Corps d'appui médical) ;

  - master complémentaire en :
    - sciences politiques et militaires,
    - administration publique et militaire ;

  - doctorat en sciences sociales et militaires.

Une troisième filière dispense, pendant un an, des cours académiques aux futurs pilotes et contrôleurs aériens militaires. Les élèves reçus reçoivent un certificat Air Academics ou Air Traffic Controller Academics avant de rejoindre le lieu où est fournie la formation pratique.
Depuis le 12 septembre 2024, le recteur et commandant de l'ERM est le général-major An-Roos De Potter. Le général-major est également commandant des Ecoles. 

#### Division spéciale
La Division spéciale (SDiv) gère plusieurs filières dont les cours académiques sont donnés en dehors de l'ERM. Les candidats doivent aussi suivre les cursus de formation militaire et formation sportive :
- École supérieure de navigation d'Anvers (ESNA) :
  - baccalauréat d'une durée de trois ans en mécanique navale
ou
  - baccalauréat d'une durée de trois ans en sciences nautiques,
    - master d'une durée d'un an en sciences nautiques ;
- Hautes écoles dépendantes des communautés :
  - master en sciences de l'ingénieur industriel ;
- Universités dépendantes des communautés pour le Corps technique médical :
  - master en pharmacie,
  - doctorat en pharmacie spécialisée suivant le cursus appliqué en Belgique,
  - master en médecine et spécialisation en médecine générale ou médecine spécialisée, suivant le cursus appliqué en Belgique,
  - master en médecine dentaire.

Les élèves du corps technique médical sont par ailleurs également gérés par ACOS WB-BAMO (Autorité Médicale), sous l'autorité du Med LtCol Van Gastel Dirk.
L'ERM-SDiv est l’autorité administrative et hiérarchique, tandis que le BAMO est surtout l’autorité ‘technique’.
La commandante de la SDiv est la Capitaine Céline Hugé. Elle est assistée par le premier Sergent Ruth Tuyteleers et le Sergent Peter Rombaut.

#### Formation continuée
La formation continuée est dispensée sur le campus Renaissance de l'école au sein du Collège de Défense :
- formation de base d'état-major (FBEM) pendant 6 semaines[32] ;
- formation candidat officier supérieur (FCOS) pendant 31 semaines[33].

Le commandant du Collège de Défense est le colonel d'aviation BEM Jean-Louis Debin

## Uniforme et traditions
Jusqu'en 1914, les uniformes de sortie et d'exercice sont bleu de minuit. Entre la Première Guerre mondiale et 1931, ils deviennent kaki avant, pour la tenue de sortie, de reprendre la couleur bleu de minuit avec l'obligation de porter le sabre ; ce qui poussent les élèves à louer un kot en ville afin de passer des vêtements civils pour ne pas être encombré par ce sabre. En 1935, toutes les tenues reprennent la couleur kaki jusqu'à la création en 1959 de la tenue spéciale de gala actuelle.

### Uniforme de gala

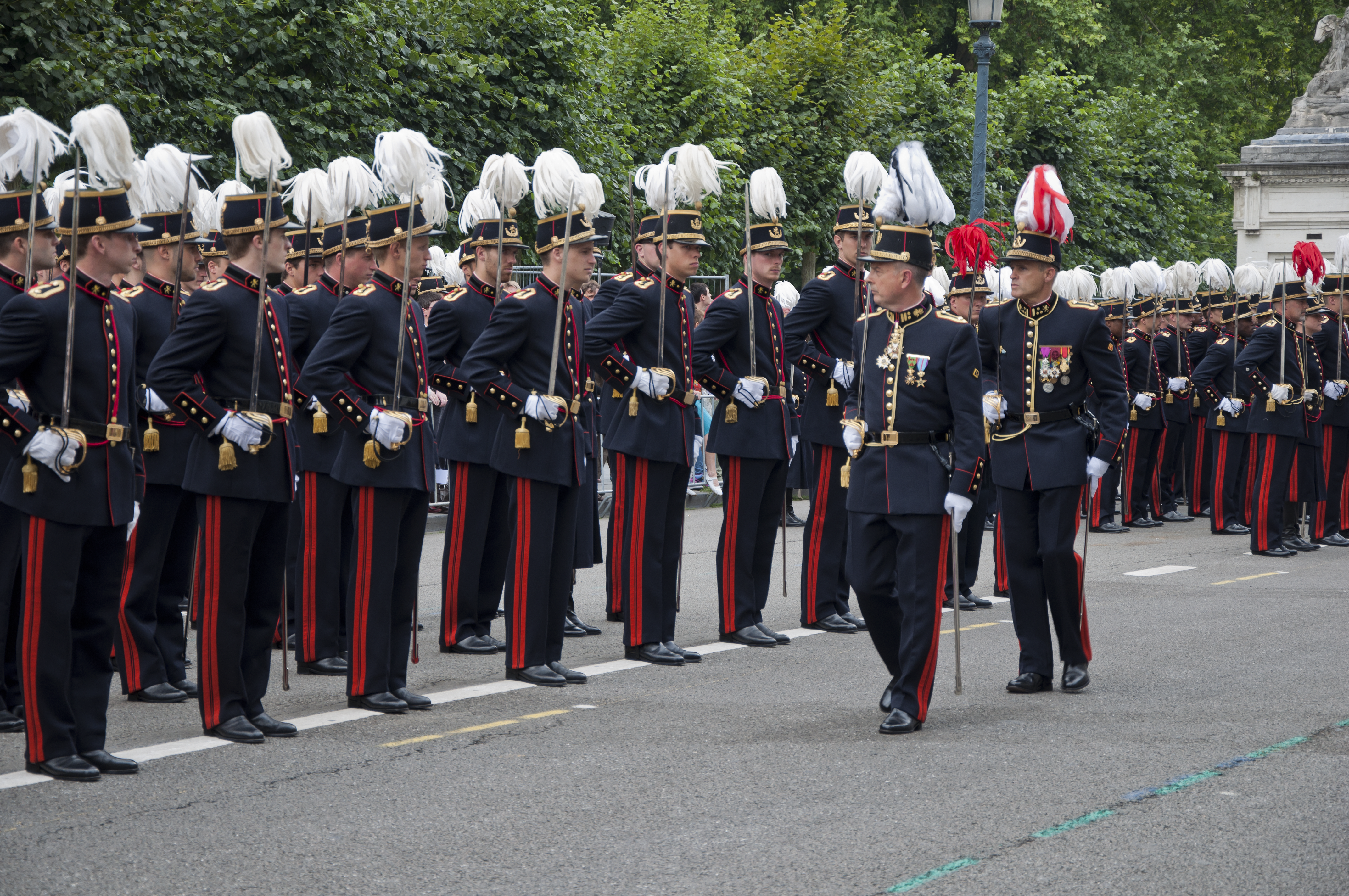
Élèves officiers en tenue de gala lors du défilé militaire du 21 juillet 2011.

#### Facultés
Cette tenue de parade, qui rappelle l'uniforme de sortie antérieur à 1914, est portée pour la première fois le 20 juillet 1959 lors d'une prise d'arme à l'intérieur de l'école et le lendemain, en public, lors des cérémonies de la fête nationale.

##### Éléments communs à tous
Les élèves et les cadres militaires des deux facultés de l'ERM portent, comme tenue de gala, un uniforme confectionné sur mesure de couleur bleu de minuit. Il est composé d'un pantalon (pour les hommes) ou une jupe droite (pour les femmes) à doubles bordures rouges ; d'une veste à neuf boutons dorés, bordée de fins galons rouges et à col orné, de part et d'autre, d'un lion rampant d'or et des insignes du grade militaire.
Les accessoires sont composés d'un shako orné d'un lion levé sommant une couronne triomphale de laurier et de chêne, le tout d'or, et garni d'un bouquet de plumes d'autruche ou d'oie ; de gants blancs ; d'un ceinturon noir à boucle dorée ; d'une cordelette de cou attachée, par l'arrière, au bouton intérieur de la patte d'épaule droite. L'arme de parade est une latte à garde dorée sauf pour les élèves de première année qui est un SCAR-L muni de sa baïonnette et d'une bretelle blanche.
| Depuis 1967, tous portent sur le bras gauche l'insigne de leur faculté : |
| un x minuscule pour Polytechnique                                        |
| un oméga capital pour SSMW                                               |

##### Éléments propres à la fonction
La cordelette de cou est rouge pour les élèves et dorée pour les cadres militaires.
Le bouquet de plumes est :
- blanc pour les élèves ;
- rouge pour les cadres militaires ;
- blanc et rouge pour les directeurs de département ;
- noir pour l'adjudant et le caporal de Corps ;
- blanc et noir pour le commandant de l'école.

Certains élèves, appelés caques dans le langage propre à l'école, affichent également une cordelette sur l'épaule gauche quel que soit le type d'uniforme qu'ils portent :
- rouge et blanche, élève de 5e année. Qualifié de grand caque car ayant la responsabilité des autres caques, il est aussi le porte-fanion de l'emblème et commande le salut au drapeau ;
- rouge, élève chef de promotion dans sa faculté ;
- blanche, élève adjoint du caque rouge. Il doit être d'un régime linguistique différent de celui-ci ;
- bleue, élève de 4e ou 5e année chargé de coordonner l’activité de toutes les promotions dans un domaine déterminé. les caques bleus sont au nombre de cinq.

#### Division spéciale
Les élèves des formations non intégrées à l'ERM mais gérées par la Division spéciale (SDiv) portent, comme tenue de gala, celle qui est propre à leur arme.
| Ils portent sur le bras gauche l'insigne de leur spécialisation : |
| un phi capital pour ingénieur industriel                          |
| un alpha minuscule pour École supérieure de navigation d'Anvers   |
| un mu minuscule pour médical                                      |

### Traditions
À l'occasion du centenaire de l'établissement, Arthur Prévost compose la marche officielle de l’École royale militaire. Cette musique, inspirée de Pampou le chant des élèves, est jouée, pour la première fois en public, par le 8e régiment de ligne lors des célébrations de ce centenaire.
Adoptée en 1935, la devise de l'ERM est Rege duce pro jure et honore (Avec le Roi pour guide, [je combats] pour le droit et l'honneur).
Le fanion est le drapeau de la Belgique aux proportions 13:15, frangé d'or. La hampe, surmontée d'un lion levé d'or, est munie d'une cravate de soie brodée d’or, et du ruban de chevalier de l'ordre de Léopold,.
Depuis 1946, chaque promotion POL et SSMW est parrainée et reçoit un fanion lors de la cérémonie d'ouverture de l'année académique. Ce fanion est bleu marine encadré de rouge pour les promotions polytechniques et rouge encadré de bleu marine pour la promotion SSMW.
Plusieurs traditions officielles ponctuent cette année académique :
- fin septembre, remise des bérets bleus aux candidats ayant réussi l'initiation militaire et parade aux flambeaux dans la grande cour de l'école ;
- début octobre, ouverture de l'année académique et remise de l'épée du roi[13]. Cette cérémonie publique a lieu au pied des arcades du Cinquantenaire ;
- aux alentours du 15 novembre, date de la fête du Roi, le repas de Corps ;
- en mars ou avril, le bal de gala ;
- le 21 juillet, ouverture de la partie militaire du défilé lors de la fête nationale. Cette cérémonie est publique ;
- fin août, remise des diplômes.

D'autres traditions estudiantines marquent aussi l'année académique :
- La désinfection des infects par les ancêtres, c'est-dire le baptême des bleus par les élèves qui ont terminé leur première année. Ce baptême prend place après la cérémonie de remise des bérets bleu ;
- Chaque 1er avril, l'organisation d'une mise en scène burlesque par chacune des deux facultés. La mise en place s'effectue, en grand secret des autorités, pendant la nuit précédente cette date[o.c. 13] ;
- La projection dans l'eau et tout habillé de tout élève ayant obtenu une cote de 19 sur 20 à un examen. Du temps de « La Cambre », c'est la mare aux canards[note 12] qui servait de cible. Actuellement, c'est la piscine ou, depuis la fin des rénovations du site en 2010, le bassin de la cour de l’École d'application[o.c. 14], appelé Le Félix.

#### Pampou

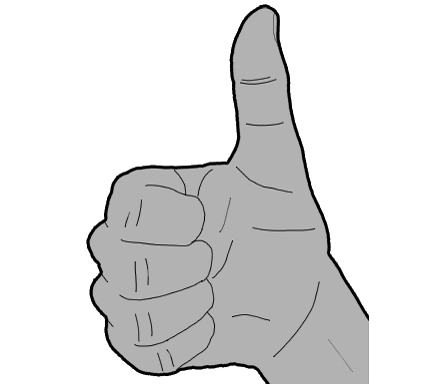
Le signe du Pampou.

Pampou, dont l’étymologie est inconnue mais datant de l'époque de « La Cambre », est un mot d'argot propre à l'École royale militaire signifiant le « fait d’extérioriser la satisfaction d’avoir mené à bien une tâche ».
C'est, depuis 1934, le titre du chant traditionnel de l'école qui est entonné lors des cérémonies officielles par exemple le repas de Corps. Il est inspiré de la complainte en neuf couplets écrite, en 1900, par Albert Poureau — un élève d'IC — et intitulée La petite villa, surnom donné aux deux pavillons de détention, du temps où l'école se trouvait dans l'ancienne abbaye de la Cambre. Dans sa version actuelle, qui date de 1976, le chant ne compte plus que quatre couplets dont le deuxième en néerlandais fut composé par un élève de la 130e promotion POL : un certain Deleu.
Toujours interprété a cappella, le chant débute par ces paroles : « Comment faut-il que l'on s'arrange pour fair’ tout’ les coll’ que l’on a ? » et il y est question de la situation pénible consécutive à l'enfermement dans le cachot de l'école (surnommé la petite villa dans la chanson). Dans le cadre de cette chanson, l’extériorisation de la satisfaction se matérialise par le fait de saisir la chaise qui se trouve devant soi et d'en marteler le sol. Ce pampousement est exécuté à deux occasions lors du dernier couplet qui se termine par : « Pampou sur la boit’ et la petit’ villa ! ». La quatrième strophe du premier couplet « Chier nègr’, on s’en fout, ça repose, » n'est ni une injure, ni une salacité ; chier nègre est une métaphore de l'argot de l'école signifiant « parler de façon incompréhensible » créée parce que le professeur de chimie, Jean Servais Stas parlait de façon incompréhensible à cause de ses problèmes de voix.
Pampou est aussi le nom du magazine des élèves de l'école.

#### Argot
Comme dans beaucoup de sociétés et, plus particulièrement, d'institutions où existe un rapport de force ou de compétence entre deux groupes, la communauté en état de soumission à l'autorité tente d'utiliser, en communication verbale, un argot incompréhensible par l'autre communauté.
L’École royale militaire n'ayant pas échappé à ce fait de société, la plupart des termes utilisés sont issus du français, d'autres proviennent du wallon, du flamand voire du langage des Marolles.
| Argot                                    | Signification |
| ---------------------------------------- | --- |
| Ancêtre                                  | Élève qui a terminé sa première année |
| Antique ou Antiquité                     | Élève de troisième année |
| Bam-bam                                  | Artilleur monté (artillerie à cheval) |
| Beefsteak ou Bezon ou Caque ou Palmipède | Élève-chef |
| Blokbeest                                | Élève étudiant fermement |
| Boiteux                                  | Élève pensionnaire de la petite villa |
| Caque                                    | Élève élu par ses pairs, accepté par le commandement de l'école et auquel certaines responsabilités sont confiées. Ce mot est une syncope du terme argotique cacique |
| Concombre                                | Élève du service médical (en rapport avec la couleur verte de leur uniforme)                                                                                         |
| Dominique ou Oscar                       | Squelette servant de matériel didactique ou l'élève le plus maigre de sa promotion                                                                                   |
| Facteur                                  | Élève dont l'ambition est de servir dans la force aérienne |
| Infect                                   | Élève de première année qui n'a pas encore subi l'infection (baptême par les ancêtres)                                                                               |
| Martyr                                   | Élève fiancé |
| Mataf                                    | Élève candidat officier de marine |
| Pé                                       | Élève le plus âgé d'une promotion |
| Phoque                                   | Élève dont les moustaches tombantes le fait ressembler au pinnipède de même nom                                                                                      |
| Pilou                                    | Élève ou personne naïve |
| Popo                                     | Élève de polytechnique (les deux premières lettres de « polytechnicien » doublées)                                                                                   |
| Pompier                                  | Élève dont l'ambition était de servir dans l'ex-gendarmerie |
| Rollmops                                 | Élève ou personne arriviste |
| Saturé                                   | Élève plus que nanti en termes de punitions |
| Stoempeur                                | Élève qui prend plus de temps que nécessaire à l'étude |
| Stronge                                  | Élève le plus petit de sa promotion |
| Tata ( Smeuh )                           | Élève de SSMW (sigle correspondant à Toutes Armes doublé) |
| Teuf-teuf                                | Élève de troisième, quatrième ou cinquième année (selon l’époque) |

## Personnalités liées à l'école

### Liste des commandants

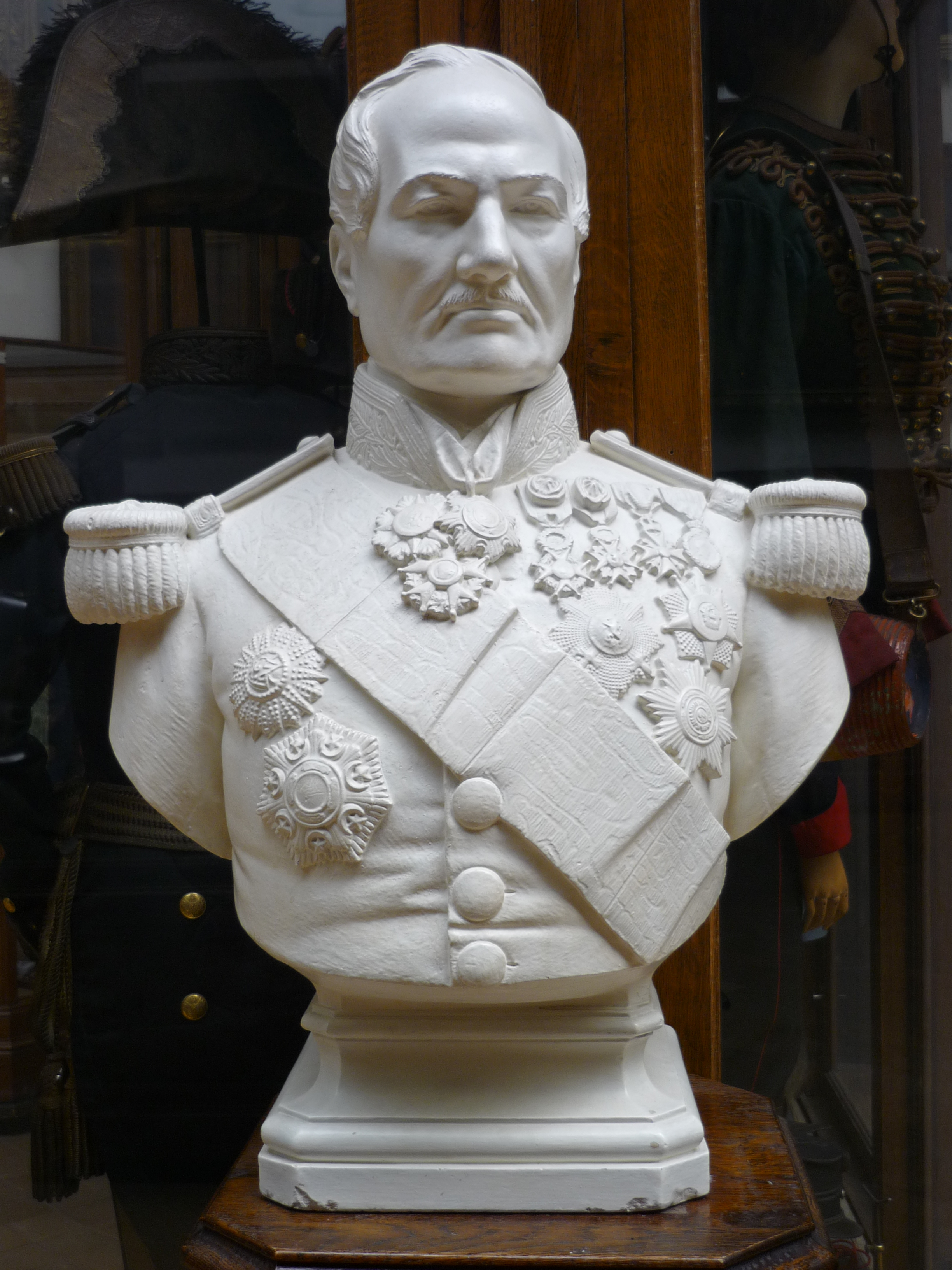
Buste de Jean Chapelié au musée royal de l'armée et de l'histoire militaire.

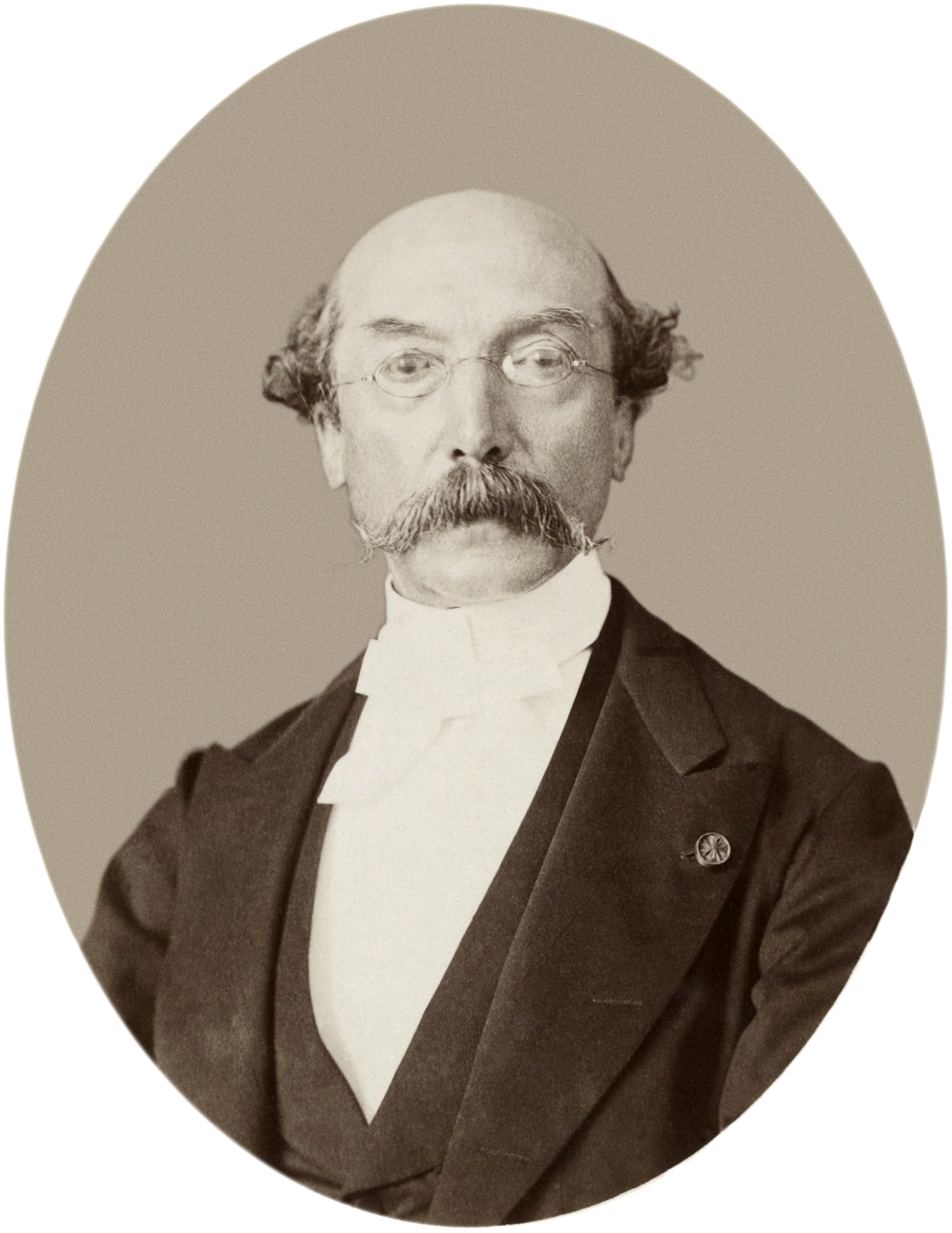
Le général Jean-Baptiste Liagre (1815 - 1891).

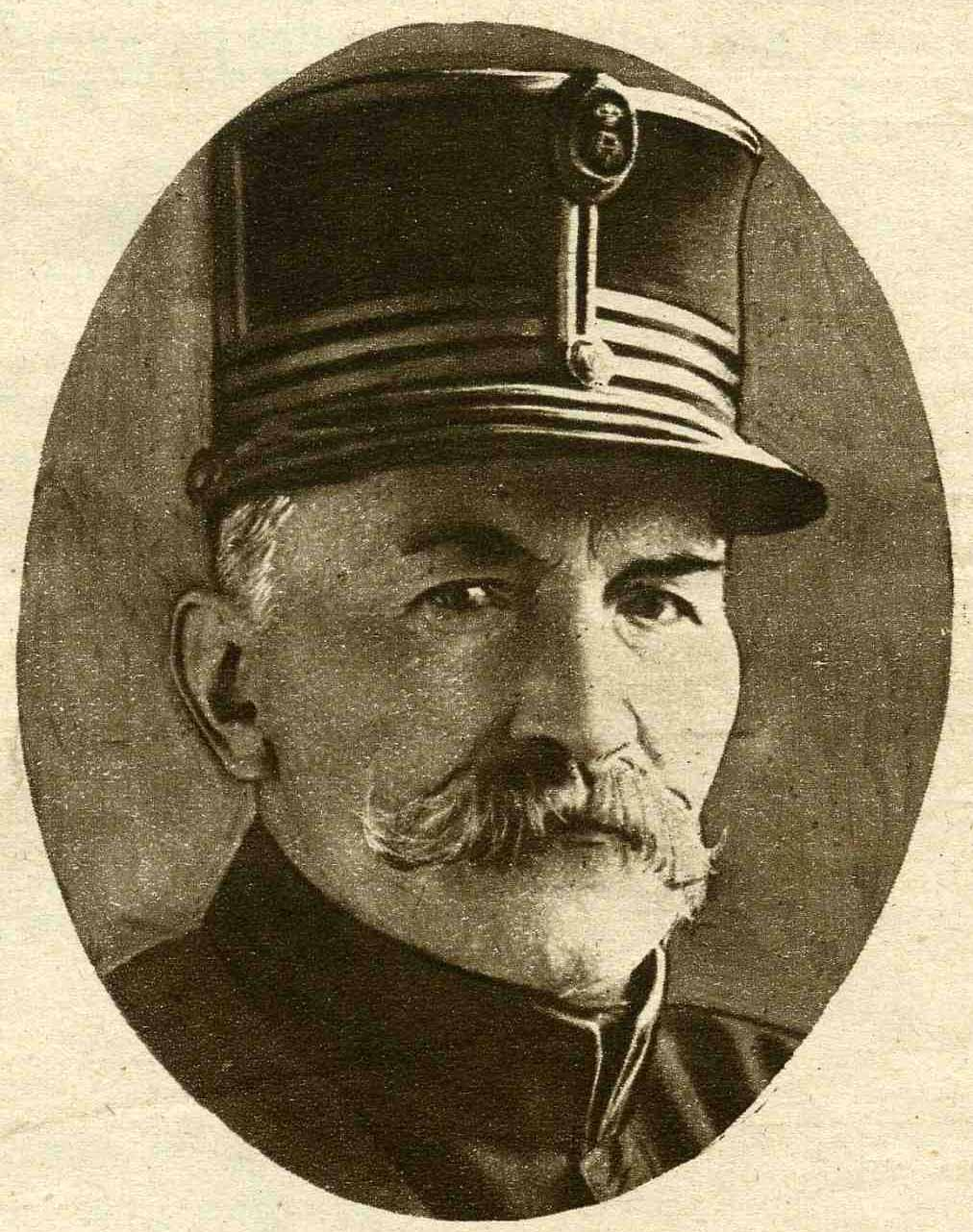
Portrait de Gérard Leman paru dans Le Pays de France du 26 juillet 1919.

Trente-trois commandants se sont succédé à la tête de l'ERM depuis 1834. C'est le premier de ceux-ci, Jean Chapelié, qui, ayant occupé le poste pendant près de trente ans, est le champion de la longévité dans cette fonction. La carrière la plus courte, au sein de l'école, fut celle de Louis Cuvelier qui, à cause de la Première Guerre mondiale, n’occupa la position que pendant six mois. Le premier commandant né de nationalité belge fut Jean-Baptiste Liagre.
Hormis Jean Chapelié, s'il est un nom lié à l'école, c'est celui de Gérard Leman. Premier à l’examen d'admission en 1867, il sort premier de sa promotion AG avec le grade de lieutenant du génie militaire en 1872. En mai 1880, il revient comme répétiteur des cours de construction, d’art militaire et de fortification. Le 29 juin 1893, il est nommé examinateur permanent pour les sciences mathématiques, le 26 décembre 1899, directeur de l'enseignement académique et enfin, du 26 décembre 1905 au 31 janvier 1914, commandant de l’école.
- 7 février 1834 - 31 décembre 1863 : lieutenant-général Jean Chapelié
- 31 décembre 1863 - 19 mars 1869 : lieutenant-général Guillaume-Adolphe Nerenburger
- mars 1869 - 8 septembre 1879 : lieutenant-général Jean-Baptiste Liagre
- 8 septembre 1879 - 1885 : lieutenant-général Émile Vautier
- 1885 - 1886 : lieutenant-général Camille Jacmart
- 1886 - 1889 : colonel Laserre
- 1889 - 1889 : lieutenant-général de J.-M. Tilly
- 1889 - 26 décembre 1905 : lieutenant-général H. Bruylant
- 26 décembre 1905 - 31 janvier 1914 : lieutenant-général Gérard Leman
- 31 janvier 1914 - 1er août 1914 : lieutenant-général Louis Cuvelier
- 1er août 1914 - 7 décembre 1919 : école fermée (Première Guerre mondiale)
- 8 décembre 1919 - 1926 : lieutenant-général Émile-Joseph Galet
- 1926 - 1927 : colonel J. Van Emelen
- 1927 - 1936 : lieutenant-général Félix Neefs
- 1936 - 1939 : lieutenant-général Albert Nyssens
- 1939 - mai 1940 : général-major Victor Van Daele
- mai 1940 - janvier 1946 : école fermée (Seconde Guerre mondiale)
- janvier 1946 - 1946 : lieutenant-général Mathieu Deleval
- 1946 - 1951 : lieutenant-général Georges Beernaerts
- 1951 - 1956 : général-major Jules Danneels
- 1956 - 1959 : général-major Henri Van Vreckom
- 1959 - 1959 : lieutenant-général Charles de Cumont
- 1959 - 1964 : général-major Emile Velghe
- 1964 - 1966 : lieutenant-général Ernest Engelen
- 1966 - 1970 : général-major Léon Alen
- 1970 - 1973 : général-major Paul Dath
- 1973 - 1981 : lieutenant-général Georges Renson
- 1981 - 1984 : général-major Remi Boudin
- 1984 - 1989 : général-major Jean Chabotier
- 1989 - 1994 : général-major Claude Paelinck
- 1994 - 1996 : général-major José Dassy
- 1996 - 1er janvier 2004 : lieutenant-général Paul Georis
- 1er janvier 2004 - 28 juin 2008 : lieutenant-général aviateur Michel Singelé
- 28 juin 2008 - 25 mars 2014 : général-major Harry Vindevogel
- 25 mars 2014 - 18 mai 2017 : lieutenant-général Henk Robberecht
- 18 mai 2017 - 16 décembre 2020 : général-major d'aviation Lutgardis Claes (première femme nommée à ce poste)[41]
- 17 décembre 2020 - 12 septembre 2024 : Amiral de Division Yves Dupont, Aide de Camp du Roi
- 12 septembre 2024 -  : Général-major d’aviation An-Roos De Potter

### Professeurs notables
Par ordre alphabétique :
- Henri Bernard (1946 à > 1965), histoire militaire
- Charles De Coster (1872 à 1879), littérature
- Victor Deguise (1888 à 1909), fortification
- Luc De Vos, étude des conflits
- Charles Henri Lagrange (1884 à 1908), théorie des probabilités, astronomie et géodésie
- Jacques-Eugène Lagrange[note 13], fortification
- Georges Leman[note 14], balistique
- Gérard Leman (1880 à 1889), construction, art militaire et fortification,
- Jean-Baptiste Liagre (1841 à 1846), théorie des probabilités
- Guillaume-Adolphe Nerenburger (1835 à 1843), géométrie descriptive[42]
- Adolphe Quetelet (1836 à 1839), mathématique
- Emile Schweicher (1969 à ?) , télécomunications, physique[43]
- Jean Servais Stas (1840 à 1869), chimie
- Wally Struys (1969 à ce jour), économie de défense[44]
- Paul Vandenplas, ingénierie civile
- Pierre Van Deuren, astronomie, théorie des probabilités
- Pierre François Verhulst (1834 à ?), analyse mathématique

### Anciens élèves notables
C'est le roi Léopold II qui a instauré la tradition d'envoyer les princes de Belgique accomplir une partie de leurs études supérieures à l'ERM. Parmi ceux-ci figurent par année de promotion :
- Baudouin de Belgique, prince de Belgique, 35e promotion IC (1884-1886)[VD 5] ;
- lieutenant-général Albert Ier de Belgique, 3e roi des Belges, 41e promotion IC (1890-1892)[VD 5] ;
- lieutenant-général Léopold III de Belgique, 4e roi des Belges, 66e promotion IC (1920-1922) ;
- lieutenant-général Charles de Belgique, 2e régent du Royaume de Belgique, 71e promotion IC (1926-1927) ;
- Alexandre de Belgique, fils du roi Léopold III de Belgique et de sa seconde épouse Lilian Baels[45], 115e promotion POL (1960-1961)[46] ;
- général et vice-amiral Philippe de Belgique, 7e roi des Belges, 118e promotion TAW (1978) ;
- capitaine de vaisseau Laurent de Belgique, prince de Belgique, 123e TAW (1983) ;
- sous-lieutenant dans la réserve Amedeo de Belgique, prince de Belgique, 144e SSMW (2005).

L’École royale militaire a depuis l'indépendance de la Belgique, formé l'élite de l'armée belge et produit des militaires de grande qualité. Parmi ces anciens élèves belges figurent par ordre alphabétique :
- général-major Jean Prosper Beaudrihaye, gouverneur militaire de la position fortifiée de Liège ;
- lieutenant-général Henri Alexis Brialmont, architecte militaire ;
- lieutenant Camille Coquilhat, vice-gouverneur général de l'État indépendant du Congo ;
- Paul-Marie Costermans, vice-gouverneur général de l'État indépendant du Congo ;
- Lieutenant général Antonin de Selliers de Moranville, chef d'état-major en 1914 ;
- général de brigade aviateur Frank De Winne, le deuxième spationaute belge ;
- lieutenant-général Léon de Witte de Haelen, vainqueur de la bataille des casques d'argent ;
- lieutenant-général Cyriaque Gillain, vainqueur, sous les ordres de Francis Dhanis de la campagne antiesclavagiste et vainqueur, sous les ordres de Léon de Witte de Haelen, de la bataille des casques d'argent ;
- sous-lieutenant Gustave Sabatier, industriel et député à la Chambre des représentants ;
- lieutenant-colonel Armand Huyghé de Mahenge, commandant en chef de la Force publique et vainqueur de la campagne de 1917 en Afrique de l'Est ;
- capitaine-commandant Fernand Jacquet, as de l'aviation pendant la Première Guerre mondiale ;
- sous-lieutenant Charles Henri Lagrange, mathématicien et astronome ;
- lieutenant-général Gérard Leman, commandant de l'ERM entre 1905 et 1914 et commandant de la position fortifiée de Liège en 1914 ;
- lieutenant-général Jean-Baptiste Liagre, premier élève de l'école militaire devenu aussi un de ses commandants ;
- lieutenant Thierry Lotin, le commandant des dix casques bleus belges assassinés le 7 avril 1994 au Rwanda[47] ;
- lieutenant-général Jean-Baptiste Piron, commandant de la Brigade Piron pendant la Seconde Guerre mondiale ;
- lieutenant-général Charles Tombeur de Tabora, commandant en chef de la Force publique et vainqueur de la campagne de 1916 en Afrique de l'Est
- lieutenant-général Charles Rouen, historien militaire ;
- général August Van Daele, chef de la Défense entre 2003 et 2009 ;
- lieutenant-général Raoul Van Overstraeten, vainqueur, sous les ordres de Léon de Witte, de la bataille des casques d'argent et vainqueur, sous les ordres de Charles Tombeur de la campagne de 1916 en Afrique orientale allemande.
- lieutenant-général Robert de Wilde, héros de la première guerre mondiale.

Parmi les anciens élèves étrangers, on retiendra :
- Fritz Joubert Duquesne,  Afrique du Sud
- Général d'Armée Didier Etumba Longila,  République démocratique du Congo
- Général Paul Mukobo Mundende,  République démocratique du Congo
- Général Gaston Reinig[48],  Luxembourg
- Lieutenant-Général Pablo Riccheri (es),  Argentine.

### Docteurshonoris causa
2005
- Philippe Busquin

2006
- Michèle Alliot-Marie

2009
- Allan Millett[49]
- Friedrich Wagner (de)

2010
- Mitchell Feigenbaum
- Jacques Rogge
- Fritz Stoeckli[50]

En 2007, André Flahaut, alors ministre fédéral de la Défense et en visite à Kinshasa, avait proposé d'attribuer le titre à Joseph Kabila. À la suite de la désapprobation de tous ses collègues du gouvernement Verhofstadt II, cette attribution n'eut jamais lieu.

## Armoiries
|  | Armoiries de l’École royale militaire de Belgique Blasonnement : Écu : De gueules, à l'épée d'argent à la garde du même et à la fusée et poignée d'or, l'épée chargée des armes du Brabant surmontées d'une couronne royale. Support : Un lion levé d'or armé et lampassé de gueules tenant un fanion de gueules bordé de bleu marine, sommant deux rameaux passés en sautoir et liés par un ruban de chevalier de l'ordre de Léopold muni de sa croix. Devise : Rege duce, pro jure et honore - Arrêté royal : 14 janvier 1936 - adoptés en 1935 Source du blasonnement : www.rma.ac.be |